# Angélica Anglés
María Angélica Anglés Estellés, (Valencia,1983) es una científica planetaria y astrobióloga española, trabaja para la Agencia Espacial Europea.

## Biografía
Nació em Valencia. Siendo muy pequeña, su abuelo le hablaba siempre de las estrellas y, sobre todo, de Marte.
Se graduó en ingeniería  y topográfica, en la especialidad de godesia, en la Universidad de Gavle (Suecia) y en la Universidad de Valencia, España. Posteriormente realizó un máster en  Geomática en la Universidad de Ciencias Aplicadas de Karlsruhe (Alemania). Después, realizó el segundo ciclo de la  Ingeniería en Geodesia,  en la especialidad Astronomía, en la Universidad de Valencia (España).
Se trasladó a Inglaterra, para realizar un máster  en Ingeniería y Ciencias Atmosféricas, en el área de investigación, en el Imperial College  de Londres (Reino Unido). Siguió  formándose, esta vez en un máster  de Ciencias Planetarias  en la University College London. Cuando finalizó este máster, se trasladó a la Universidad de Hong Kong (China), donde realizó un doctorado en Astrofísica y Exploración Planetaria, así  fue como pasó a ser doctora en Astrobiología.
Trabajó en la Universidad de Hong Kong, Departamento de Ciencias de la Tierra. Hong Kong SAR. Estudió El Tíbet  durante diez años. Ha trabajado con la NASA, La Agencia Espacial China y la Agencia Espacial de Islandia, y ha sido astronauta análoga para Reino Unido.
Fue parte del grupo que seleccionó en el Jet Propulsion Laboratory (JPL) de la NASA el lugar de aterrizaje de la sonda Mars 2020 y fue uno de los 5 astronautas análogos de la primera Misión Espacial de Análogos del Reino Unido.En 2024, colaboradora de la Agencia Espacial Islandesa, la NASA y el Instituto de Exploración Espacial de Macao (China). Investigadora del Centro de Ciencias Espaciales de Macao (China) .Trabaja para la Agencia Espacial Europea. Investigadora principal de la Agencia Espacial Islandesa e investigadora principal de las Expediciones Análogas a Marte para buscar entornos habitables en Islandia.
Habla cinco idiomas: español, chino mandarín, sueco, alemán y francés.  Licenciada en piano y compositora de piezas musicales.  Como divulgativa, ha tomado parte en numerosas entrevistas de radio, prensa, y televisión.

## Premios y reconocimientos
- En 2020. Premio Visionary Woman, convocado por la revista Harper´s Bazaar Hong Kong.[6]